# Abell 3376

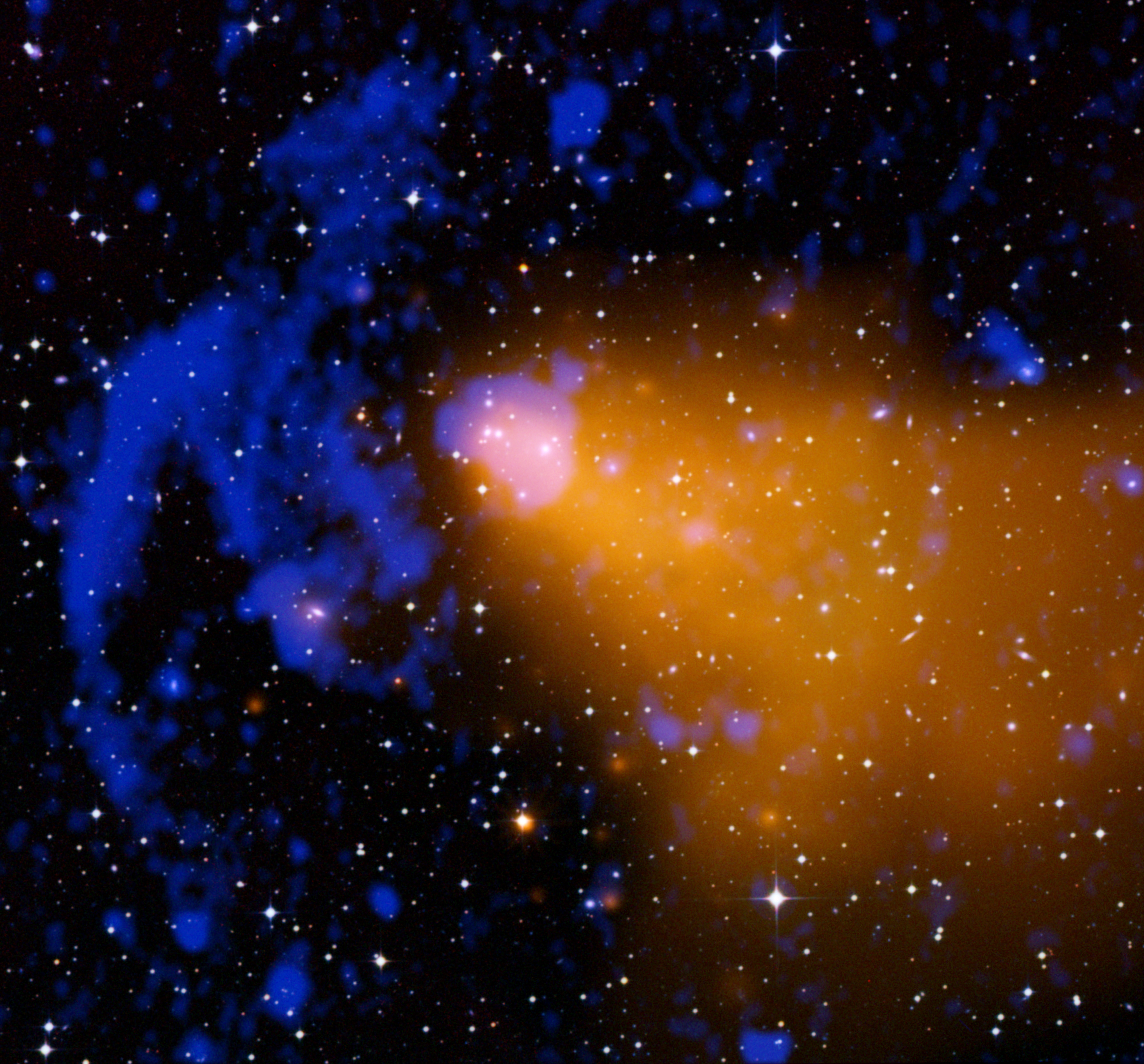
Zdjęcie rentgenowskie gromady Abell 3376 (Chandra – kolor złoty; dane radioteleskopu VLA – kolor niebieski).

Abell 3376 – gromada galaktyk znajdująca się w konstelacji Gołębia w odległości 614 mln lat świetlnych od Ziemi.
Gromada Abell 3376 na zdjęciu rentgenowskim przypomina pocisk. Kształt ten pokazuje przypływ materii do wnętrza gromady z jej prawej strony. Widoczne w kolorze niebieskim ogromne łuki radiowe po lewej stronie zdjęcia gromady zostały utworzone poprzez fale uderzeniowe powstałe wskutek łączenia się obiektów.
Wzrost gromady Abel 3376 jest zależny od tempa ekspansji Wszechświata oraz regulowany przez wpływ ciemnej materii, ciemnej energii i grawitacji w odniesieniu do dużych struktur.